# Ridin' (canción)
«Ridin'» es el quinto sencillo por Buckcherry, y el único de su segundo álbum, Time Bomb. La canción fue un éxito menor en Estados Unidos, estando en el número 9 en Mainstream Rock Tracks.